# زراعة مشتركة
الزراعة المشتركة هي الأعمال التجارية التي تعتمد على الزراعة، وتحديدًا، ما ينظر إليه البعض على أنه ممارسات قد تشارك فيها الشركات الضخمة. وهي صناعة الغذاء الحديثة التي تشمل استخدام منتجات الشركة ذاتها، وسلسلة الأعمال التجارية الكاملة ذات الصلة بالزراعة. ويشتمل هذا المصطلح أيضًا على تأثير هذه الشركات على التعليم والبحث والسياسة العامة، وذلك من خلال تمويلها التعليمي وجهود الضغط السياسي من الحكومة. وكثيرًا ما تستخدم «الزراعة المشتركة» بشكل مرادف لـ «الأعمال التجارية الزراعية» (على الرغم من أن «الأعمال التجارية الزراعية» لا تستخدم في كثير من الأحيان بمعنى الزراعة المشتركة) وينظر إليها على أنها مدمرة لـمزرعة العائلة.
«الزراعة المشتركة» هي مصطلح واسع إلى حد ما يشير إلى الممارسات العامة والآثار المترتبة على هيمنة عدد قليل من الشركات العالمية الكبيرة على صناعة الغذاء. ولا تشير ببساطة إلى أية مؤسسة مندمجة للأعمال التجارية الزراعية، على الرغم من أن معظم الأعمال التجارية الزراعية في هذه الأيام متصلة اقتصاديًا ببعض الطرق بممثلي صناعة الغذاء المهيمنين. وعلى هذا النحو، يمكن الإشارة إليها على أنها حركة، والتي قد يُشار إليها في بعض الأحيان بعبارة «مقاومة الزراعة المشتركة»

## الزراعة التعاقدية
الزراعة التعاقدية هي أحد أشكال التكامل الرأسي حيث يلتزم المزارع بصورة تعاقدية بتوريد كمية ونوع معين من المنتج لمؤسسة التصنيع أو التسويق. ويوافق المشتري مقدمًا على دفع سعر معين للمزارع وغالبًا ما يقدم المشورة الفنية والمدخلات (تخصم تكلفة المدخلات من إيرادات المزارع بمجرد بيع المنتج إلى المشتري). ويمكن القول أن الزراعة التعاقدية لم تسفر حتى الآن عن تحسن كبير في سبل المعيشة لصغار المزارعين في البلدان النامية لأن المشترين يفضلون بصفة عامة التعامل مع منتجين على نطاق واسع، ليكونوا أفضل في تلبية المتطلبات الصارمة للجودة والجداول الزمنية.

## المزرعة المشتركة مقابل مزرعة العائلة
مصنع 

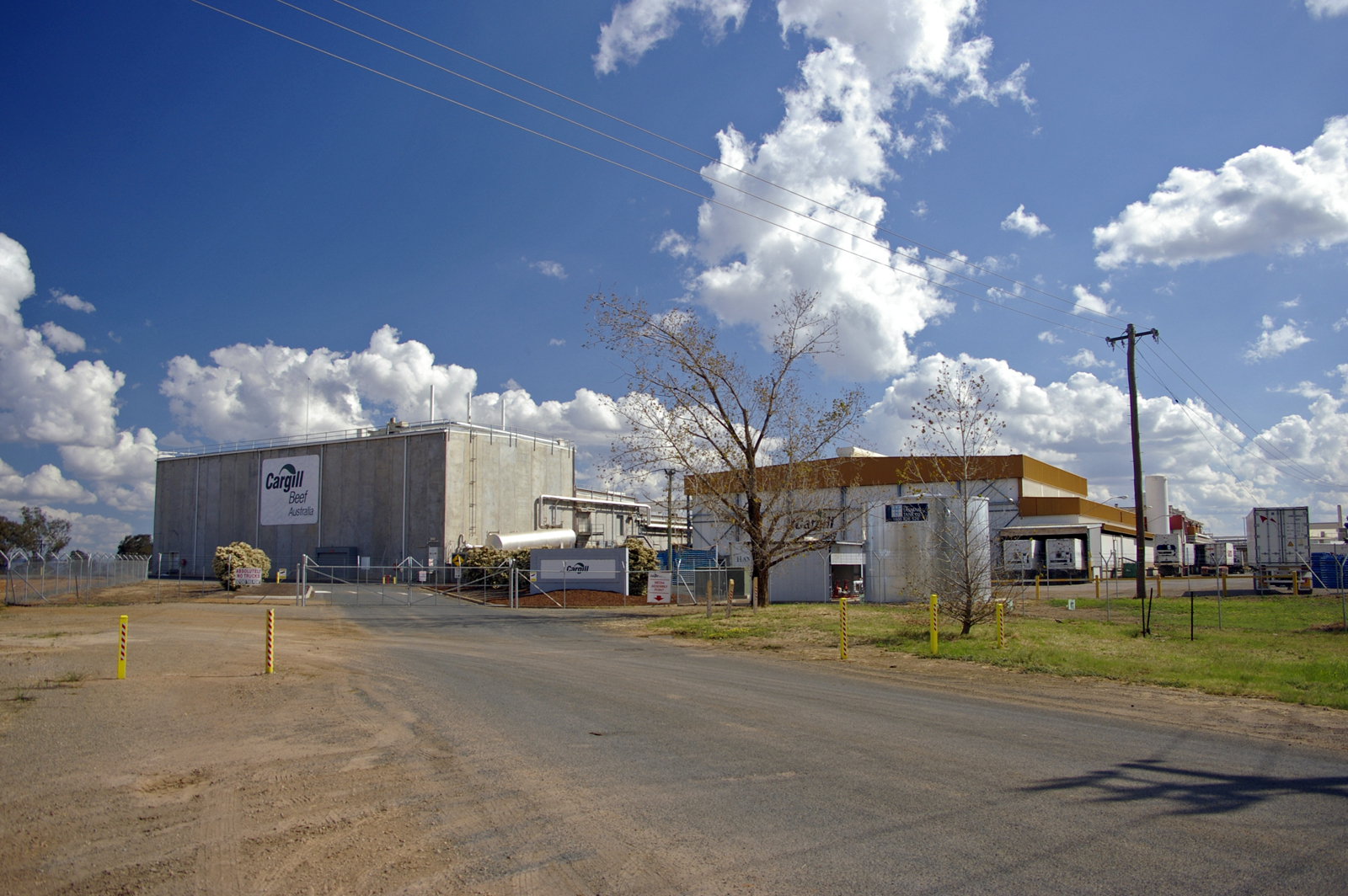
كارجيل لتجهيز لحوم البقر

تعتبر المزارع مكلفة في التشغيل، حيث تشمل تكاليف التشغيل الميكنة الزراعية وتأمين المحاصيل والسماد والري ومبيدات الآفات والوقود والبذور. ومن ثم يتساءل بعض الناس سواء أكانت مزارع العائلة الصغيرة لا تزال مستدامة على المستوى الاقتصادي في الولايات المتحدة. ومع ذلك، يتزايد الاهتمام بالمنتجات العضوية والمجموعة الزراعية والمزروعة محليًا من مزرعة العائلة.
وهناك اختلاف رئيسي بين الزراعة المستقلة والزراعة المشتركة وهو أن مُزارع الشركات عادة ما يكون موظف متعاقد، بدلاً من مالك المزرعة. ومع ذلك، لا تعني الملكية في حد ذاتها الاستقلال. ومن ثم، تواجه المزرعة التي يديرها المالك حاليًا العديد من القيود الخارجة عن نطاق سيطرته تمامًا. ويمكن رؤية معظم هذه القيود في ضوء التركيز المتزايد المتعلق بالملكية، وليس فقط فيما يتعلق بالمزارع، ولكن فيما يتعلق أيضًا بالمعدات والمدخلات اللازمة للمزرعة ومنافذ البيع المتاحة.
إضافة إلى ذلك، تعتبر عقود الإنتاج هي الوسيلة الأساسية للتحكم والتكامل الرأسي لمزارع العائلة. وهناك نوعان شاملان لهذه العقود. عقود إدارة الإنتاج لتحديد الأساليب التي يجب على المزارعين استخدامها. وعقود توفير الموارد التي تتطلب من المتعاقد توفير المواد (على سبيل المثال) والمعدات. وبموجب هذا النوع الأخير، والاستعدادات المتزايدة، تمتلك مزرعة العائلة أرضها و«مبيعات» إنتاجها، ولكنها تحتفظ بعدم اتخاذ أي قرار حقيقي يسيطر على أنشطة الزراعة الأساسية، مثل اختيار المحاصيل وشراء المعدات وأساليب الإنتاج ومنافذ البيع والمشترين.
فالمثال الرئيسي على ذلك هو انطلاق التحسين المستمر لكفاءة الإنتاج مثل هذا الذي يُقاس عن طريق إنتاج المزرعة. باستخدام موجات متتالية من التكنولوجيا الجديدة (في المواد الكيميائية الزراعية والميكنة وتنوع المحاصيل والعقاقير وما إلى ذلك)، تضاعف الإنتاج بصورة منتظمة على مدى العقود الماضية.
وعلى الرغم من أن هناك نسبة 14% من إجمالي الإنتاج الغذائي يمكن الحصول عليها من 2% من جميع المزارع في الولايات المتحدة المملوكة للشركات أو غيرها من الكيانات غير العائلية، فهناك 50٪ من الإنتاج الغذائي يمكن الحصول عليه من 2% من جميع المزارع الكبيرة. وفي عام 1900، نتج ذلك من 17٪ من جميع المزارع.

## الآثار المنسوبة إلى الزراعة المشتركة
الزراعة هي الصناعة التي توفر اقتصاديات الحجم المهمة لكبار المنتجين. ومن بينهم أرتشرز دانيلز ميدلاند ومونسانتو وتايسون وديل مونتي. وكانت مزارع بونانزا ذات دلالة كبيرة في تاريخ الزراعة في الولايات المتحدة. وعادة ما تزرع بعض المحاصيل في المزارع الواسعة التي يعمل بها العديد من الموظفين، للحصول على تلك الاقتصاديات.

## كتابات أخرى
- Corporate Agribusiness Research Project
- Voices of the Family Farm
- Project to Eliminate Factory Farming
- Anti-Corporate Farming Laws in the Heartland law, history, and facts on anti-corporate farming laws in nine US states
- Big Sugar and the Political Economy of US Agricultural Policy
- Montgomery، David (2012). Dirt: The Erosion of Civilizations. Berkeley: University of California Press. {{استشهاد بكتاب}}: الوسيط غير المعروف |الرقم المعياري= تم تجاهله يقترح استخدام |ردمك= (مساعدة)

## وصلات خارجية
- Contract Farming Resource Center
- Encyclopedia of Oklahoma History and Culture - Corporate Farms